# Raimundas Samulevičius

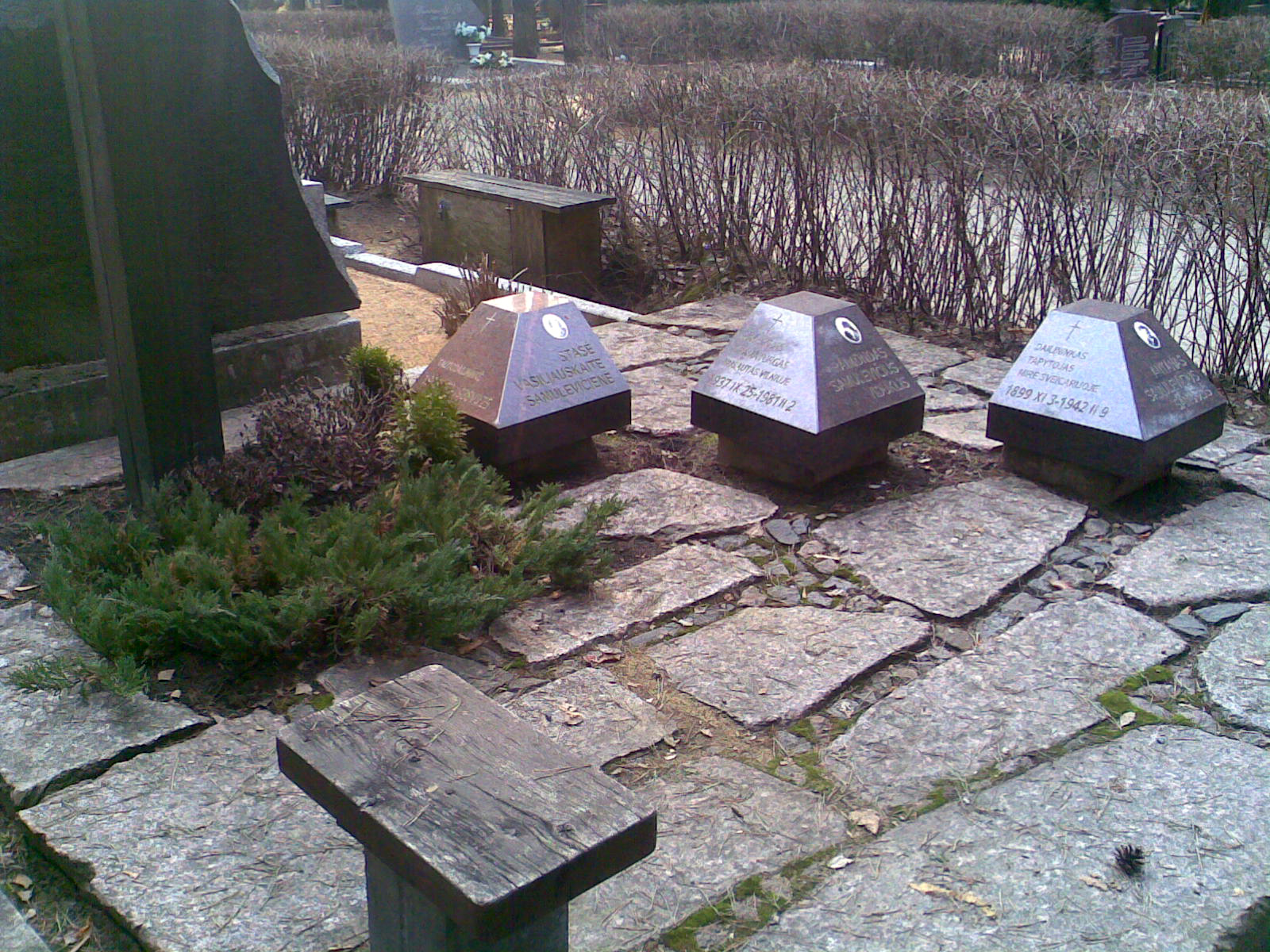
Grab im Friedhof Petrašiūnai

Raimundas Samulevičius (* 25. September 1937 in Kaunas; † 2. Februar 1981 in Vilnius) war ein litauischer Dramatiker und Prosaist.

## Leben
Raimundas Samulevičius ist das Kind von der Spielzeugherstellerin Stasė Samulevičienė und Vaclovas Samulevičius. Sein Onkel ist der Künstler Antanas Samuolis. Seine Kindheit verbrachte Samulevičius bei der Oma im Dorf Prauliai in der Rajongemeinde Jonava. Er lernte an der Bahnhofs-Grundschule in Baldininkai und danach an der Mittelschule Jonava. 1954 wurde seine Kurzgeschichte in der Zeitung der Rajongemeinde „Pergalės vėliava“ gedruckt (Redakteur war sein Klassenlehrer R. Pečiulis). Samulevičius studierte an der Lietuvos veterinarijos akademija und von 1955 bis 1962 arbeitete als Imker im Kolchos der Rajongemeinde Jonava. 1973 absolvierte er das Studium am Maxim-Gorki-Literaturinstitut in Moskau.
Im Februar 1981 wurde er in der KGB-Wohnung erschossen.
1997 wurde die 6. Mittelschule Jonava in Rimkai nach seinem Namen umbenannt (jetzt Raimundas-Samulevičius-Hauptschule Jonava).

## Werke
Theaterstücke
- „Pasiklydęs tarp žvaigždžių“, 1966;
- „Jeigu pasibels“, 1967;
- „Aidas“, 1969;
- „Paukšti, ateik čia!“, 1975

Novellen
- Sammlung „Ugniakuras pagiry“, 1981